# Платава (Воронежская область)
Платава — село в Репьёвском районе Воронежской области Российской Федерации.
Административный центр Платавского сельского поселения.

## География
Село находится на расстоянии примерно 36 км к северо-востоку от села Репьёвка, административного центра района.

### Часовой пояс
Село Платава, как и вся Воронежская область, находится в часовой зоне МСК (московское время). Смещение применяемого времени относительно UTC составляет +3:00.

## История
Село Платава — одно из старейших в районе. В документальных источниках, относящихся к 1705 году, упоминается как село с церковью.

## Население
| 1859 | 1897  | 2010 |
| ---- | ----- | ---- |
| 1987 | ↗3079 | ↘972 |

## Улицы
| - ул. Воронежская, - пер. Воронежский, - ул. Гагарина, - ул. Колбинская, - ул. Красноармейская, | - ул. Новосельская, - пер. Платавский, - ул. Садовая, - ул. Советская, - пер. Средний. |